# Fluitgekko
De fluitgekko (Ptenopus garrulus) is een hagedis die behoort tot de gekko's (Gekkota) en de familie Gekkonidae.

## Naam en indeling
De wetenschappelijke naam van de soort werd voor het eerst voorgesteld door Andrew Smith in 1849. Oorspronkelijk werd de naam Stenodactylus garrulous gebruikt.
De soortaanduiding garrulus betekent vrij vertaald 'praatgraag'.

### Ondersoorten
De soort wordt verdeeld in twee ondersoorten die onderstaand zijn weergegeven, met de auteur en het verspreidingsgebied.
| Naam                        | Auteur      | Verspreidingsgebied          |
| --------------------------- | ----------- | ---------------------------- |
| Ptenopus garrulus garrulus  | Smith, 1849 | Overige delen van het areaal |
| Ptenopus garrulus maculatus | Gray, 1866  | Zuid-Afrika, Namibië         |

## Uiterlijke kenmerken
De lichaamslengte bedraagt zes tot tien centimeter. De lichaamskleur is geel of grijsgeel, met donker- of roodbruine vlekjes. De kop is relatief groot en rond, de snuit is sterk afgerond. De tenen zijn lang en breed en zijn bedekt met schubben. Aan het uiteinde van iedere teen is een lange klauw aanwezig die dient om beter te graven.

## Levenswijze

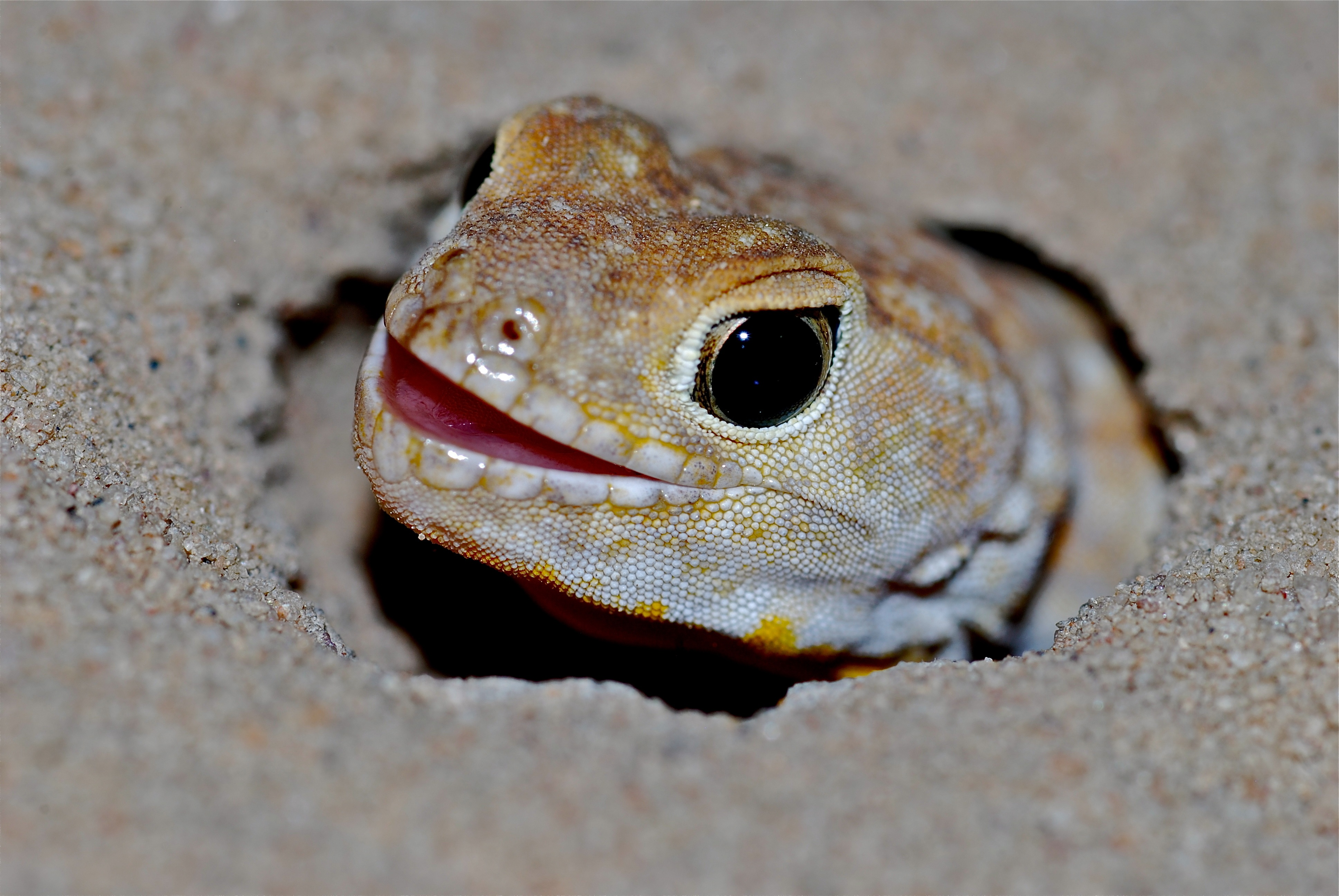
De gekko maakt een tjirpend geluid vanuit de opening van het hol.

De gekko's graven holen met hun goed ontwikkelde poten, de tunnels kunnen tot een meter lang zijn. Ze zijn sterk gebonden aan hun holen en komen zelden ver uit de buurt. De holen worden vaak aangelegd onder planten zoals graspollen. Als de zon lager staat en de hitte begint af te nemen begeven de gekko's zich naar de opening van hun hol en maken met duizenden tegelijk een tjirpend geluid. Als het donker wordt stoppen ze met roepen en wordt er naar voedsel gezocht, de gekko is hierbij erg traag en kan gemakkelijk worden gevangen. Op het menu staan insecten zoals termieten, mieren en kleine kevers.
De fluitgekko blijft stokstijf staan als het dier wordt bedreigd in de hoop dat het goed gecamoufleerde lichaam niet wordt opgemerkt door belagers. Indien de hagedis zich in de buurt van het hol bevindt wordt hier snel naar toe gevlucht. De gekko wordt door de lokale bevolking beschouwd als giftig en wordt hierdoor met rust gelaten.

## Verspreiding en habitat
Deze soort komt voor in delen van zuidelijk Afrika en leeft in de landen Zuid-Afrika, Namibië, Botswana, Zimbabwe. De habitat bestaat uit droge savannen, droge tropische en subtropische scrublands en koude woestijnen. Ook in door de mens aangepaste streken zoals landelijke tuin kan de hagedis worden gevonden. De soort is aangetroffen van zeeniveau tot op een hoogte van ongeveer 1500 meter boven zeeniveau.

## Beschermingsstatus
Door de internationale natuurbeschermingsorganisatie IUCN is de beschermingsstatus 'veilig' toegewezen (Least Concern of LC).